# Aero Ae-45
Aero Ae 45 je československé celokovové dvoumotorové aerotaxi, které se zejména v padesátých letech proslavilo v mnoha zemích světa. V letech 1947-1951 vyrábělo tyto letouny Aero Vodochody, poté ho do roku 1961 vystřídal Let Kunovice. Aero Ae-45S bylo první československé letadlo, které roku 1958 překonalo Atlantský oceán.

## Vývoj

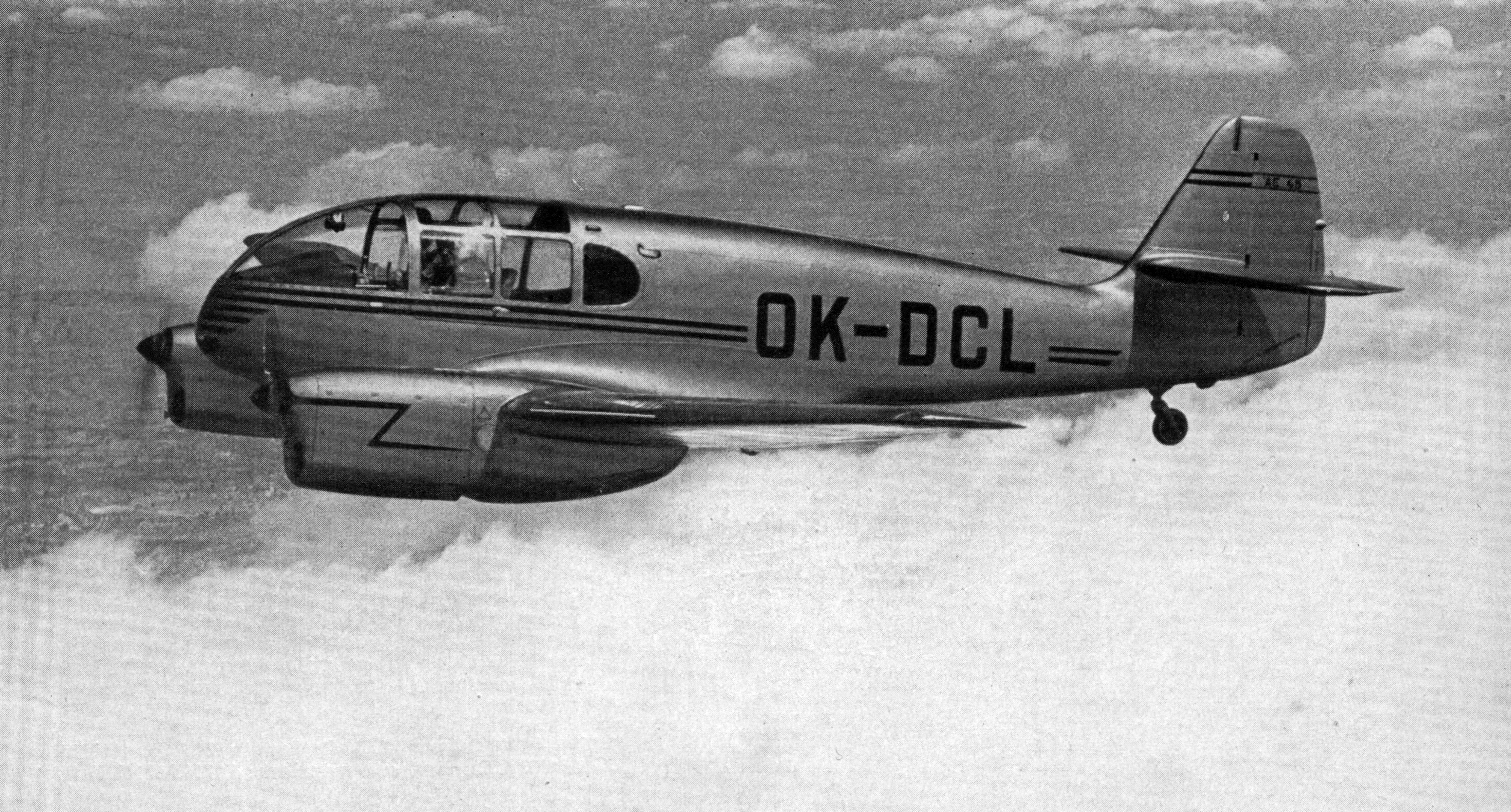
Aero Ae-45 (1948)

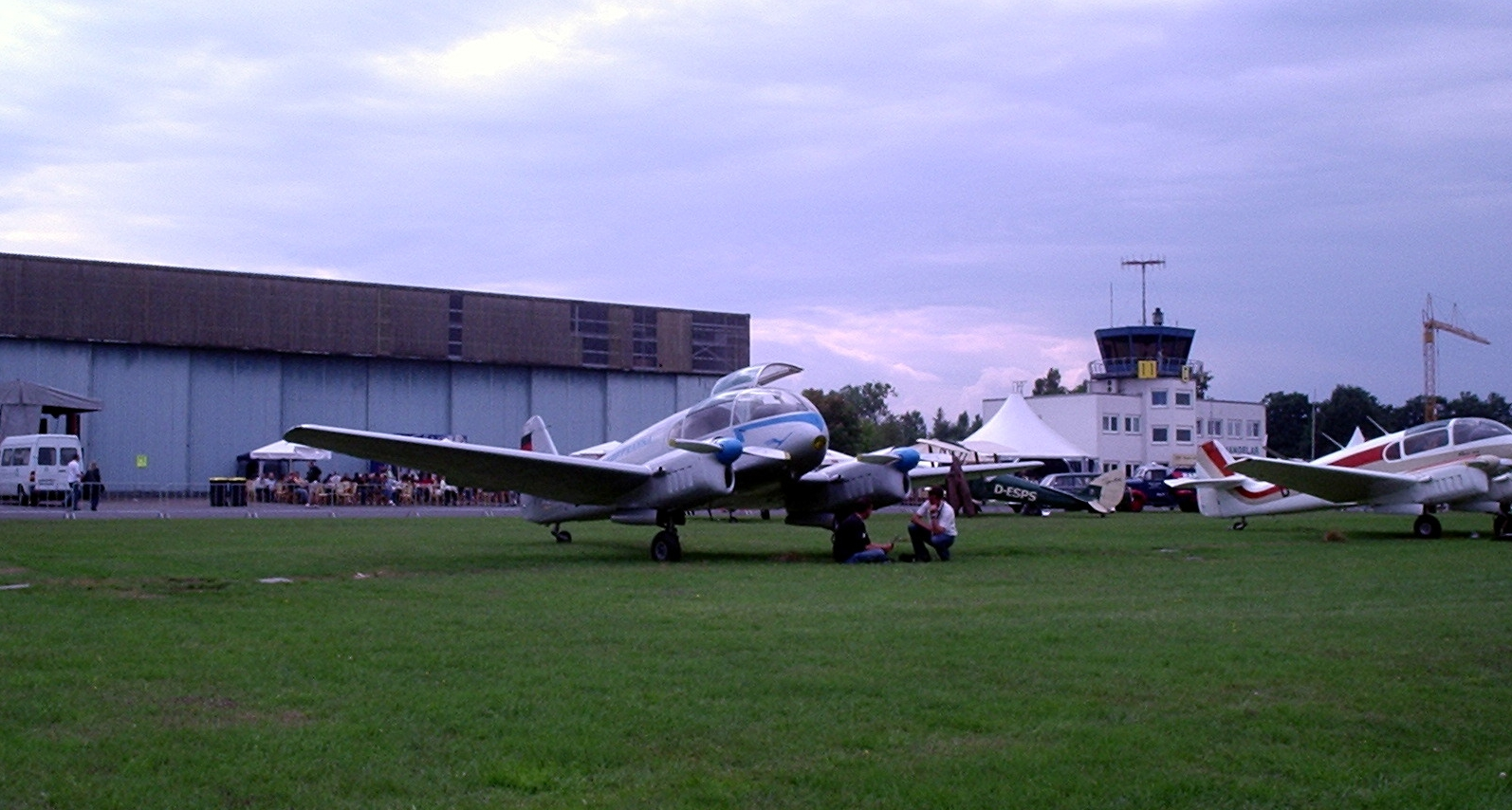
Aero Ae-145 na leteckém dni na letišti Bonn-Hangelar

Po skončení druhé světové války se vyráběly v továrně Aero Vodochody německé letouny, pro něž existovaly díly a originální materiál a oficiální vedení nepřemýšlelo o vývoji vlastního stroje[zdroj?]. Byla zde však skupina konstruktérů (Miroslav Baitler, Pavel Rosendorf, Jiří Bouzek, Ondřej Němec a František Vlk), která se rozhodla pokračovat v předválečné tradici firmy. Jejich záměrem bylo vyrobit letoun, který by se uplatnil na trhu a tak došlo k rozhodnutí postavit čtyřmístný celokovový dvoumotorový dolnoplošník, který by sloužil při nepravidelné letecké dopravě, obchodních a služebních cestách. S vývojem stroje se začalo v létě 1945 a jeho plány byly nakresleny po pracovní době, bez šanci na odměnu. Situace se změnila po jmenování nového vedení a stavba budoucího letounu Aero Ae-45 byla povolena oficiálně.
První prototyp letounu pod označením Ae.45.1 (imatrikulace OK-BCA) zalétal 21. července 1947 František Vnuk. Zkušební lety dále pokračovaly s pilotem Karlem Vaňkem. Prototyp byl veřejnosti představen 7. září 1947 na leteckém dnu v Praze-Ruzyni, po kterém se zapojil do intenzivních letových zkoušek v zalétávacím oddělení Leteckých závodů, n.p. Testy prováděné pilotem Janem Anderlem během 14 letů odhalily mimo jiné nedostatečnou účinnost výškovky.
Dne 12. března 1948 odstartoval druhý letový prototyp Ae 45.2 (OK-CCA), u kterého se podařilo odstranit většinu závad. Vedle pozměněné ocasní části byly provedeny úpravy zlepšující výhled pilotů z kabiny.
V letech 1948 až 1949 se konaly zkušební lety s oběma prototypy po celém světě, při nichž bylo letadlo hodnoceno i od zahraničních pilotů jako velmi dobré. Proto bylo rozhodnuto o sériové výrobě, a tak již 16. dubna 1949 vzlétl první sériově vyrobený letoun.
První vyrobené „Pětačtyřicítky“ odebrali zákazníci v Maďarsku, kde létaly nejprve u vojenského letectva pod označením G-007, Švýcarsku a Itálii. Prvním československým uživatelem Ae-45 se stala gottwaldovská společnost Svitlet. Několik dalších exemplářů odebralo československé vojenské letectvo, u kterého pod označením K-75 plnily kurýrní lety a pokračovací výcvik. Na tomto typu létaly u 50. splp v Klecanech také první vojenské pilotky. Typ Aero Ae-45 převzalo rovněž Bezpečnostní letectvo a ČSA. Domácí letecký přepravce s nimi od roku 1951 zahájil pravidelnou taxislužbu.
O letadlo byl velký zájem ve světě, ovšem roku 1951 došlo s přípravami na masovou licenční výrobu sovětských vojenských typů k zastavení výroby a k zastavení práce na dalším prototypu pokračovatele Ae-145. O letoun však byl velký zájem i v domácích aeroklubech a v armádě, a tak bylo roku 1953 rozhodnuto, že výroba bude dále pokračovat v letecké továrně v Kunovicích pod vedením Ing. Ladislava Smrčka. Nejprve bylo v létech 1954 a 1955 vyrobeno dvacet sériových kusů Ae-45, kterou v produkci vystřídala verze Ae-45S Super s novými stavitelnými vrtulemi V-401 nebo V-405, pozměněnou kapotáží motorů a s upraveným přístrojovým vybavením.
Dalším vývojem vznikla v Kunovicích verze Aero Ae-145 poháněná dvojicí silnějších kompresorových motorů s přímým vstřikováním M-332 s výkonem 103 kW.

## Největší zahraniční úspěchy letounu Ae-45
V anglickém závodě „Norton Griffiths Challenge Trophy“, konaném v srpnu 1949 v Birminghamu, zvítězil s Ae-45 (OK-DCL) šéfpilot Jan Anderle, týž pilot provedl non-stop přelet Sahary, W. B. Riley letěl z Prahy na Cejlon, D. Beard z Prahy do Hongkongu ve třech etapách přes 1600 km dlouhých, R. Ceschina vyhrál soutěž „Championship of Italy“. Letoun Ae-45S přelétl jako první čs. letoun Atlantik z Buenos Aires do Milána s mezipřistáním na ostrově Fernando de Noronha.

## Použití

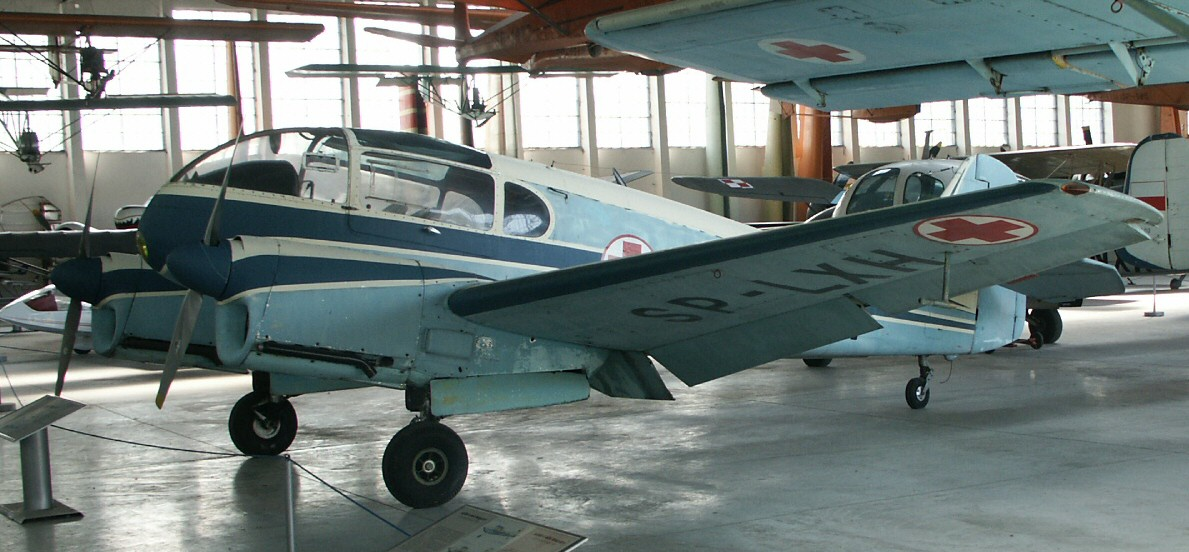
Aero Ae-145 používaný v Polsku jako letecká ambulance

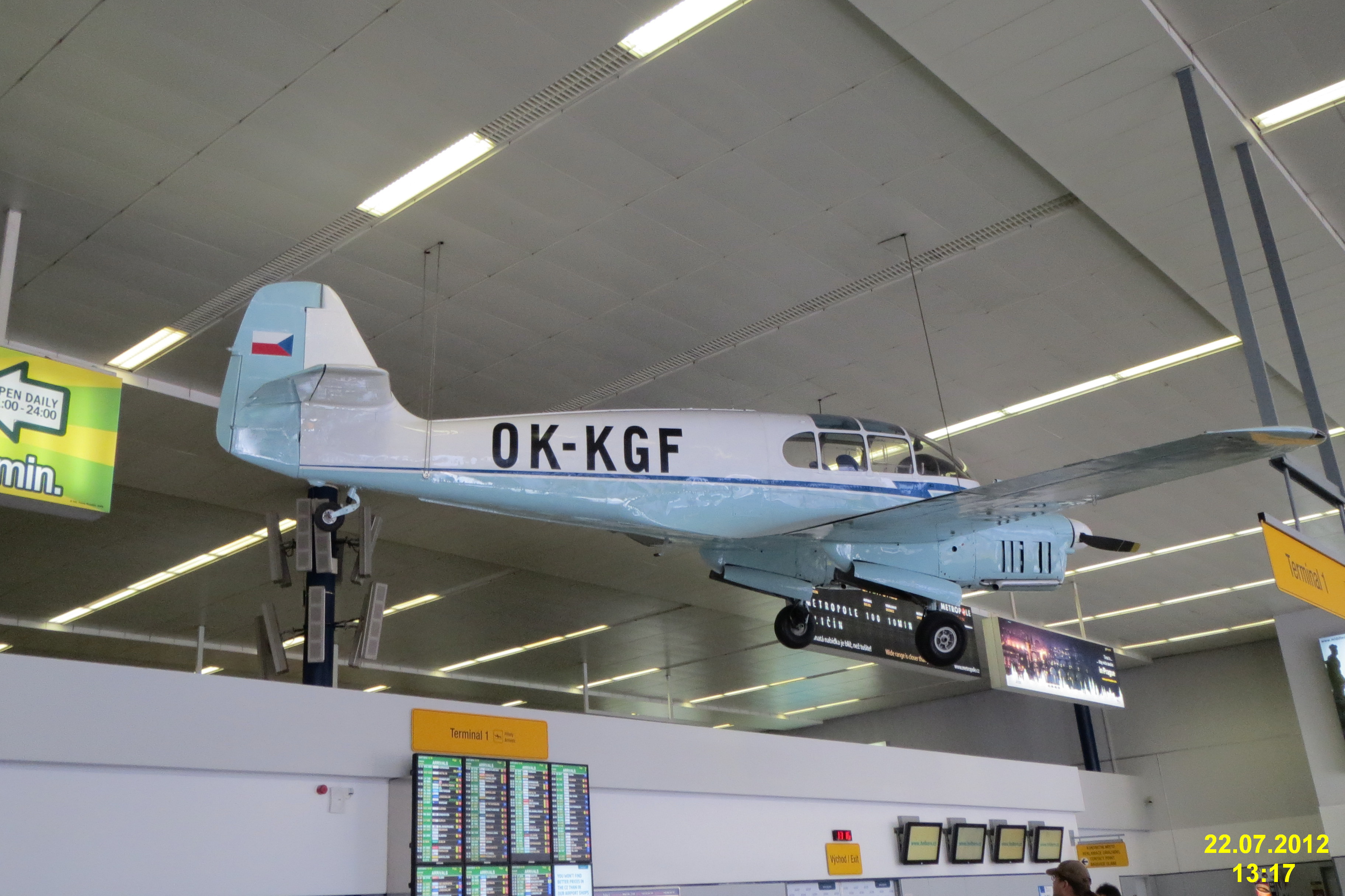
Zachovalé Aero 45 v pražském letišti, Terminál 1

Aero Ae-45 byl používán jak v civilním, tak ve vojenské letectví. Jako civilní dopravní letoun byl známý jako „aerotaxi“, ve velkém se vyvážel do zahraničí. V 50. letech sloužilo kolem 50 strojů Ae-45 v aerotaxovém oddíle Československých aerolinií, který zajišťoval čs. podnikům a jednotlivcům lety na objednávku.
První instruktoři motorového létání z aeroklubů Brno, Hradec Králové, Nitra, Olomouc, Pardubice a Vrchlabí se na Ae-45 přeškolili v prosinci roku 1955 v Ústřední letecké škole Svazarmu v Kralupech nad Vltavou. Do aeroklubů přišly Ae-45 až v roce 1956 po přeřazení od armády a ČSA.
Létal v tvrdých klimatických podmínkách SSSR a Číny, kam byl dodáván ve velkých sériích. Celkem bylo vyrobeno 590 letounů, z toho 200 ks Ae-45 v Aeru Vysočany, 228 ks Ae-45S a 142 kusů zmodernizovaného Ae-145 v Letu Kunovice.

## Verze letounu
- Aero Ae-45 – základní typ s motory Walter Minor 4-III z produkce Aera Vysočany
- Aero Ae-45S – zdokonalená verze vyráběná v Letu Kunovice
- Aero Ae-145 – úprava verze Ae-45S ve Strojírnách první pětiletky (Let) Kunovice s motory M-332
- K-75 – vojenské označení Aera Ae-45

## Specifikace (Ae-45)

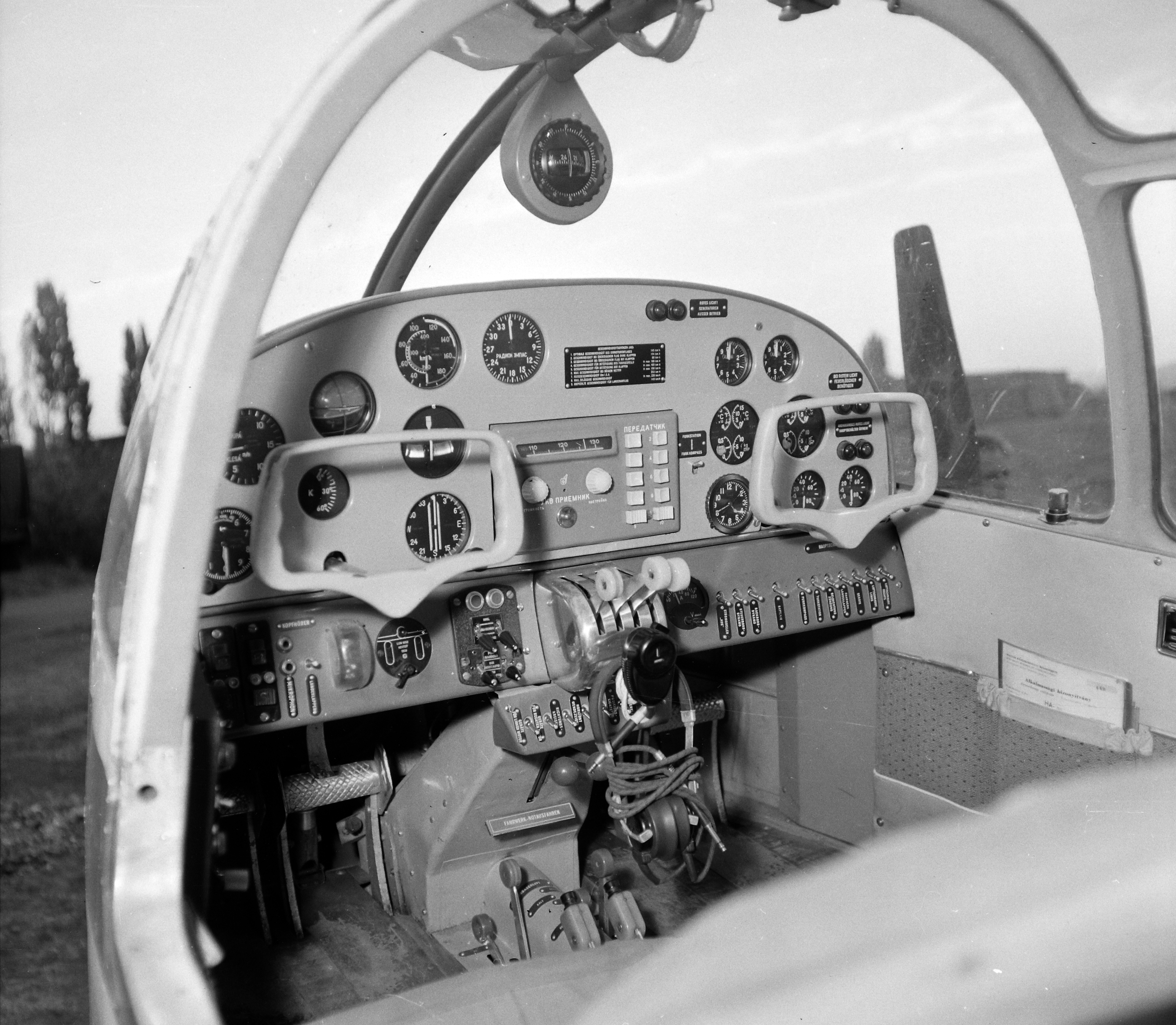
Kokpit letounu Aero Ae-45

Data podle: Němeček

### Technické údaje
- Osádka:
- Rozpětí: 12,25 m
- Délka: 7,54 m
- Výška: 2,3 m
- Nosná plocha: 17,09 m²
- Hmotnost vlastní: 820 kg
- Hmotnost vzletová: 1400 kg
- Pohonná jednotka: 2 × Walter Minor 4-III
- Výkon pohonné jednotky: 2 x 77 kW (105 k)

### Výkony
- Maximální rychlost: 280 km/h
- Cestovní rychlost: 245 km/h
- Výstup na 2000 m: 9 min
- Maximální dolet: 1000 km
- Dostup: 4700 m

## Specifikace (Ae-45S)

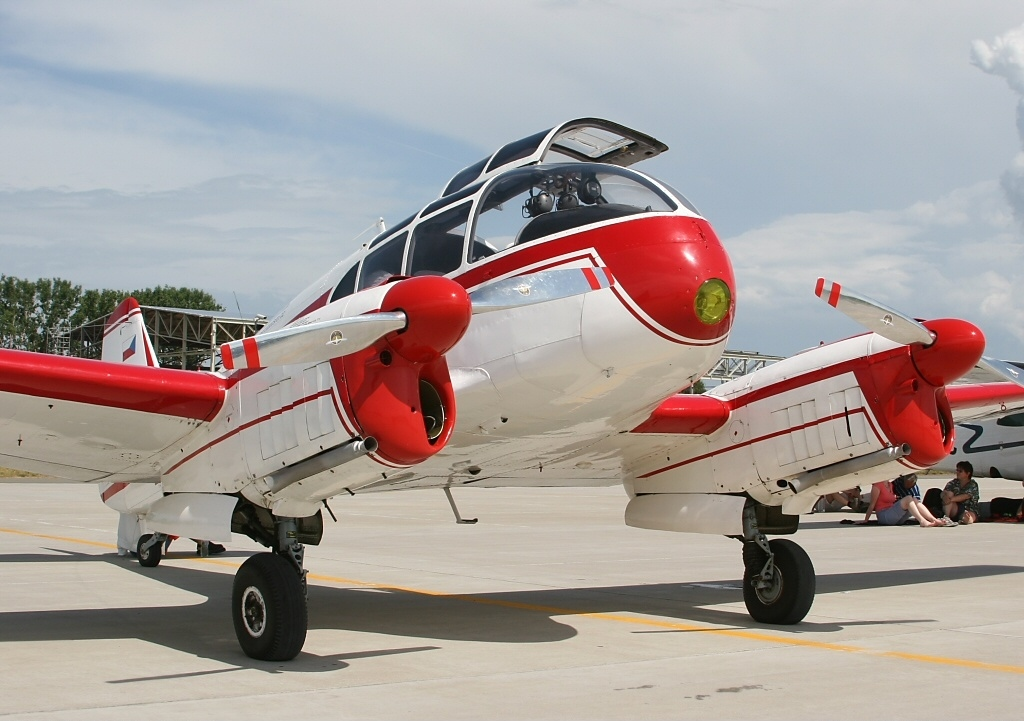
Let Aero Ae-45S Super

Data podle: Němeček

### Technické údaje
- Osádka:
- Rozpětí: 12,25 m
- Délka: 7,54 m
- Výška: 2,3 m
- Nosná plocha: 17,09 m²
- Hmotnost vlastní: 960 kg
- Hmotnost vzletová: 1600 kg
- Pohonná jednotka: 2 × Walter Minor 4-III
- Výkon pohonné jednotky: 2 x 77 kW (105 k)

### Výkony
- Maximální rychlost: 265 km/h
- Cestovní rychlost: 230 km/h
- Výstup na 2000 m: 12 min
- Maximální dolet: 1350 km
- Dostup: 4350 m

## Specifikace (Ae-145)

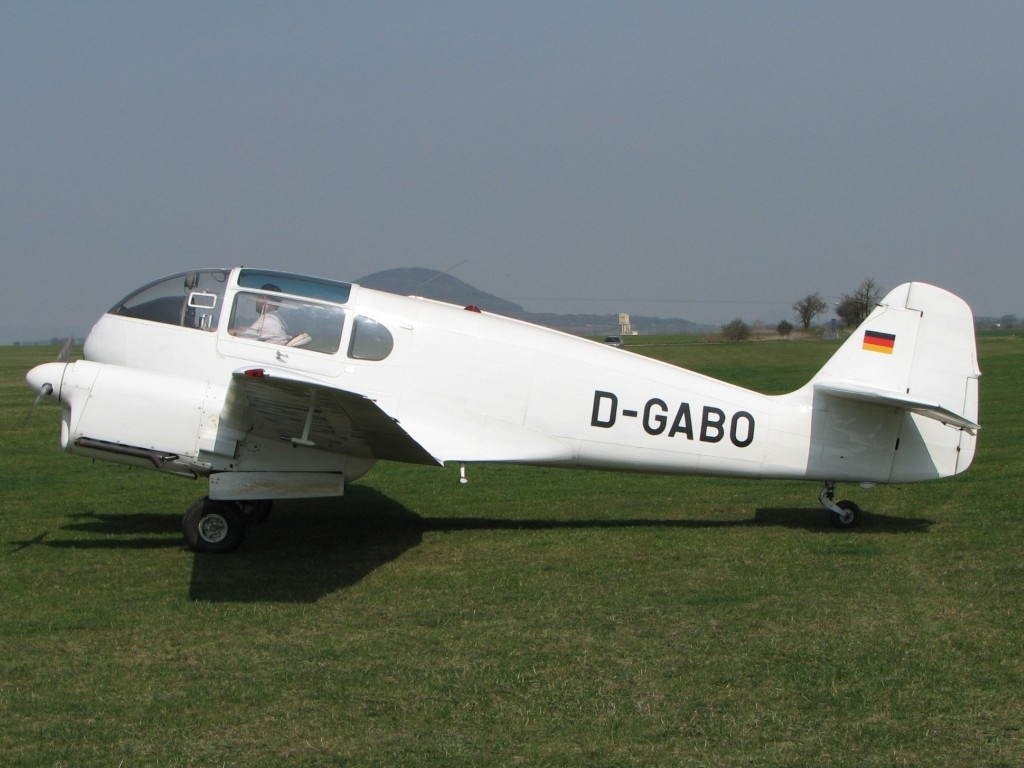
Aero Ae-145 (D-GABO)

Data podle: Němeček

### Technické údaje
- Osádka:
- Rozpětí: 12,27 m
- Délka: 7,77 m
- Výška: 2,3 m
- Nosná plocha: 17,09 m²
- Hmotnost vlastní: 960 kg
- Hmotnost vzletová: 1500 kg
- Pohonná jednotka: 2 × Walter M-332
- Výkon pohonné jednotky: 2 x 103 kW

### Výkony
- Maximální rychlost: 282 km/h
- Cestovní rychlost: 250 km/h
- Stoupavost: 5 m/s
- Maximální dolet: 1700 km
- Dostup: 5900 m